# Broadus
Broadus – miasto w Stanach Zjednoczonych, w stanie Montana, siedziba administracyjna hrabstwa Powder River.